# 저스틴 고든

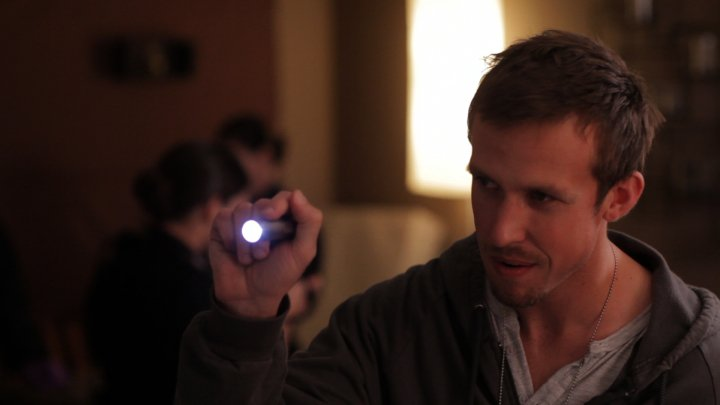

저스틴 고든(Justin Gordon, 1978년 10월 31일 ~ )은 미국의 배우, 화가, 텔레비전 배우이다.
베이커즈필드에서 태어났다.

## 영화
- 하우 잭 비케임 블랙 (2018년)
- 미이라: 지하벙커의 비밀 (2016년)
- 썸니아 (2016년) - 테넌트 박사 역
- 오큘러스 (2013년) - 마크 역